# Marco Candrina
Marco Candrina (Pavia, 2 gennaio 1982) è un ex calciatore italiano, di ruolo difensore., attuale tecnico del Castelpoto. 

## Carriera
La sua carriera comincia nel settore giovanile del Milan , dove rimane per 7 anni fino alla primavera . Successivamente si trasferisce nella 
squadra della sua città natale. Nel 2002 si trasferisce al Bari, dove rimane 4 stagioni collezionando in totale 51 presenze nel campionato di Serie B. Nel 2006 firma con la Pro Patria, scendendo di una divisione. Poi milita nel Forza e Coraggio, Foggia, Benevento, Campobasso, Pomigliano, nuovamente nel Forza e Coraggio, poi nel Gaeta fino ad arrivare il 5 agosto 2019 dove si trasferisce alla Virtus Gioiese, la quale ha conquistato due promozioni consecutive (prima categoria e promozione). L'annuncio è arrivato in serata dallo stesso presidente Conte e da mister Ferrucci con un tweet sui canali ufficiali. Dopo aver allenato l'under 15 dell’FC Matese per 2 anni, è divenuto poi guida tecnica dell'under 17 e vice allenatore della prima squadra allenata da mister Feola.
Dal 19 giugno 2024 è allenatore del Castelpoto, squadra sannita con cui il 5 aprile 2025 raggiungerà la prima storica promozione al campionato di Eccellenza.  

## Palmarès

### Club

#### Competizioni nazionali
- Serie D: 1

Pavia: 2000-2001
- Coppa Italia Serie D: 1

Pomigliano: 2013-2014